# Nord-Norgebanan
Nord-Norgebanan (norska: Nord-Norgebanen) är en projekterad utvidgning norrut av järnvägen Nordlandsbanan, från Fauske till Tromsø med sidospår till Harstad.
Förkämparna under ledning av Magnar Hellebust från Harstad lyckades särskilt på 1970- och 80-talen att få projektet på den trafikpolitiska dagordningen, men projektet kom aldrig längre än till planläggningsstadiet. Det lades på is av Stortinget i början av 1990-talet.

## Historia
Nord-Norgebanan blev behandlad av Stortinget 1993-94, och järnvägen har varit utredd av NSB i egna rapporter, 1982 och 1992. I rapporten som blev gjord 1992 blev järnvägen planlagd med en toppfart på 200 km/tim. mellan Fauske och Tromsø, över Narvik, med sidospår till Harstad.
Under andra världskriget använde ockupationsmakten krigsfångar för att påbörja byggandet av en planlagd järnväg norr om Fauske. Delar av denna används i dag som väg.
Under behandlingen i Stortinget 1994 önskade Stortinget att man på nytt skulle tänka på en järnväg mellan Narvik och Tromsø, om framtidens utveckling i Barentsområdet ger behov för det, och tillräckligt med trafik förväntas.
Kommuner och andra lokala intresser önskar dessutom att man granskar både en järnväg mellan Tromsø och det svenska systemet av spår i  norra Sverige, via Bardu, och dessutom ett alternativ mellan Tromsø och Narvik. Storfjord kommun i Norge, är också intresserade av att kartlägga en eventuell förlängning ev järnvägen från Kolari, på finsk sida, till Skibotn i Troms og Finnmark fylke i Nordnorge.